# Військові нагороди Ізраїлю

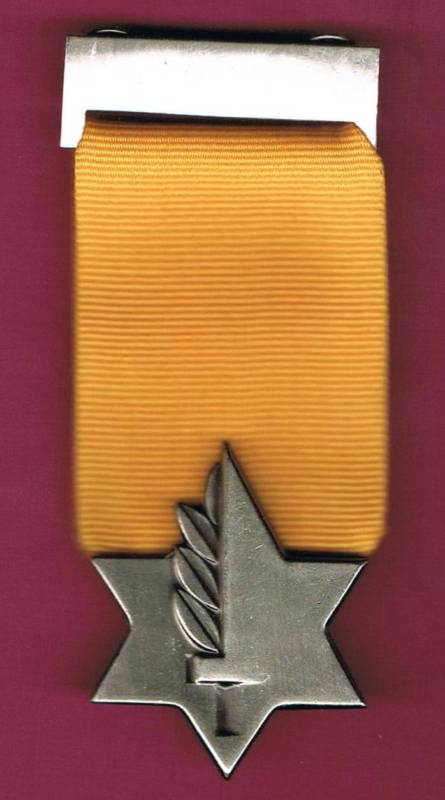
Медаль «За героїзм»

Військові нагороди Ізраїлю — державні нагороди військовослужбовцям Армії оборони Ізраїлю за героїзм та мужність, а також нагороди, призначені для нагородження цивільних осіб за зміцнення обороноздатності Ізраїлю та військове співробітництво.

## Сучасні нагороди для військовослужбовців
Законом «Про військові нагороди» від 1970 року встановлені наступні медалі для військовослужбовців:
|  | Медаль «За героїзм»      |
|  | Медаль «За відвагу»      |
|  | Медаль «За відімінність» |

Закон «Про військові нагороди» також наділяє Начальника генерального штабу правом встановлювати додаткові відзнаки («ЦАЛАШ»). Ними є:
|  | Відзнака Начальника Генерального Штабу |
|  | Відзнака Командувача округом           |
|  | Відзнака командира дивізії             |
|  | Відзнака командира бригади             |

## Історичні нагороди
|  | Герой Ізраїлю (1948)    |
|  | Медаль «Катамон» (1948) |

## Планки участі у військових діях
|  | Війна за незалежність                  |
|  | Суецька криза                          |
|  | Шестиденна війна                       |
|  | Війна на виснаження                    |
|  | Війна Судного дня                      |
|  | Ліванська війна (1982)                 |
|  | Лівансько-ізраїльський конфлікт (2006) |
|  | Операція «Непорушна скеля»             |

## Планки ветеранів організацій
|  | Ха-Шомер                                                                 |
|  | Нілі                                                                     |
|  | Єврейський легіон (1917—1919) та Єврейська бригада (Друга світова війна) |
|  | Хагана                                                                   |
|  | Ірґун цваї леумі                                                         |
|  | Лехі                                                                     |
|  | Мішмар                                                                   |
|  | Борець проти нацизму                                                     |
|  | Знак для в'язнів (Підмандатна Палестина)                                 |

## Прим.
1. ↑  Звання Герой Ізраїлю — присвоєно в 1948 році 12 героям Війни за незалежність, і з тих пір не присвоювалося; згодом усім нагородженим були вручені медалі «За героїзм».
2. ↑  Солдатам, які брали участь у 1948 році в битві за Катамон (район Єрусалиму). У 1949 році рішення про заснування нагороди було скасовано.